# Паульсон, Иосиф Иванович
Ио́сиф Ива́нович Па́ульсон (16 августа 1825, Санкт-Петербург, Российская империя — 21 марта 1898, Оспедалетти, Королевство Италия) — один из передовых русских педагогов второй половины XIX века, методист, редактор, общественный деятель. Специалист в области начального обучения, активный пропагандист аналитического звукового метода обучения грамоте, сторонник объяснительного чтения.

## Биография
Родился 16 августа 1825 года[по какому календарю?] (по другим сведениям 25 августа 1825 года[по какому календарю?]) в Петербурге в семье выходцев из Швеции. Учился сначала в шведской лютеранской школе при церкви Св. Екатерины, а затем в Немецком училище Св. Петра с 1839 года. Самостоятельно подготовившись, сдал в 1851 году экзамен на звание домашнего учителя в Петербургском университете.
C 1852 по 1855 годы служил учителем в приходской школе при финской церкви Св. Марии. C 1855 по 1857 годы преподавал немецкий и французский язык в Сиротском приюте принца Петра Ольденбургского. В 1860-х годах преподавал русский язык в женском отделении Петришуле. В 1860—1865 годах вёл начальный курс обучения для княжны Марии Александровны (впоследствии герцогини Эдинбургской).
Активно участвовал в педагогических собраниях наставников и преподавателей. В 1859 году совместно с П. Г. Редкиным и А. А. Чумиковым организовал Педагогическое общество в Санкт-Петербурге и стал его секретарём.
Участник создания Фребелевского общества в [1871 году и курсов при нём. Был в числе первых деятелей Санкт-Петербургского комитета грамотности.
Вместе с Н. X. Весселем был основателем и редактором-издателем педагогического журнала «Учитель» (1861—1870), посвящённого, главным образом, вопросам первоначального обучения.
Публиковал для народных учителей систематические руководства по начальному образованию, знакомил их с методикой преподавания отдельных предметов, с основами детской психологии и т. д.
Активно сотрудничал с журналом «Воспитание».
Автор ряда учебников и работ по педагогике, а также методике начального обучения и преподавания, в том числе:
- Книга для чтения и практического упражнения в русском языке, СПб.;
- Способ обучения грамоте по первой учебной книжке (4 издания), СПб.;
- Обучение грамоте и родному языку по первой учебной книжке (СПб., 1876—1878);
- Задачник письменных упражнений в родном языке (3-е изд., 1884);
- Об употреблении задачника письменных упражнений в родном языке (3-е изд., 1884);
- Первая учебная книжка. Классное пособие при обучении письму, чтению и началам русского языка (5-е изд., 1887);
- Вторая учебная книжка (1876);
- Учебник немецкого языка для русского юношества (3-е изд., 1873);
- Методика грамоты по историческим и теоретическим данным (СПб., 1887—1892).

Из написанного им наиболее значительна «Методика грамоты по историческим и теоретическим данным» (Ч. 1-2, 1887—1892), которая содержит обстоятельный исторический обзор различных методов обучения грамоте и основные методические руководства в этой области.
Умер 21 марта 1898 года[по какому календарю?] в Оспедалетти. Похоронен в Санкт-Петербурге на Смоленском лютеранском кладбище.